# Ilê Axé Opô Aganju
Ilê Axé Opô Aganju, terreiro de Candomblé situado  na rua Sakete 32 (nome dado em homenagem a uma cidade em Benin), Alto da Vila Praiana, foi fundado em Lauro de Freitas, BA, no ano de 1966.
Tombado pelo Instituto Patrimônio Artístico e Cultural IPAC Decreto 9495/05.
É dirigido pelo babalorixá Balbino de Xangô, Obaraim. Neto de escravos e filho do Alapini Pedro Daniel de Paula que tinha um terreiro em Ponta de Areia, na Ilha de Itaparica. Desde pequeno participava dos cultos a egungum, e na ocasião conheceu o antropólogo Pierre Verger que acompanhava Mãe Senhora em uma visita. Nasceu em família de santo, certa vez foi recolhido para ser iniciado por causa de problema de saúde, na casa do pai de santo Vidal de Oxaguiã, no bairro da Federação, mas o Sr. Vidal morreu com uma semana que ele estava recolhido, voltou para casa sem ser iniciado.
Mais tarde foi iniciado no Ilê Axé Opô Afonjá em São Gonçalo do Retiro, por mãe Senhora Asipá, tornou ainda maior e honrada a família de Xangô neste país, criando os Oiê Mobá Ti Xangô (Oyiè Mogbá ti Sángò), e onde conviveu com personalidades como Jorge Amado e o Ojú Obá Fatumbi Pierre Verger com quem foi várias vezes para Benin na África.
Pai Balbino de Aganju vem contribuindo para o resgate da religiosidade dos cultos afrodescendente no Brasil, reconhecimento este marcado com o tombamento do axé pelo governador Paulo Souto, na pessoa do Mobá Xangô Júlio Braga, em 16 de dezembro de 2003 e Tombado pelo Instituto Patrimônio Artístico e Cultural IPAC Decreto 9495/05.
Acompanhado sempre pelo saudoso babaquequerê Ailton Ti Odé, (Odéfaromi), mantém uma creche para 60 crianças de comunidades carentes de Lauro de Freitas.